# 담양군·곡성군·화순군
담양군·곡성군·화순군은 대한민국의 옛 국회의원 선거구이다. 당시 전라남도 담양군, 곡성군, 화순군 지역을 관할했다.

## 역사
제9대 국회의원 선거를 앞두고 화순군·곡성군 선거구에 담양군이 편입되면서 신설되었다.
제13대 국회의원 선거를 앞두고 담양군은 장성군과 함께 담양군·장성군 선거구를 이루게 되고 곡성군과 화순군은 곡성군·화순군 선거구를 이루게 됨에 따라 폐지되었다.

## 역대 국회의원
| 선거   | 정당 | 정당       | 1위 의원 | 정당 | 정당       | 2위 의원 |
| ------ | ---- | ---------- | -------- | ---- | ---------- | -------- |
| 1973년 |      | 민주공화당 | 문형태   |      | 신민당     | 고재청   |
| 1978년 |      | 민주공화당 | 문형태   |      | 신민당     | 고재청   |
| 1981년 |      | 민주정의당 | 정래혁   |      | 민주한국당 | 고재청   |
| 1985년 |      | 민주정의당 | 구용상   |      | 민주한국당 | 고재청   |

## 역대 선거 결과

### 대한민국 제9대 국회의원 선거
|  | 59.10% |

|  | 22.98% |

|  | 17.90% |

### 대한민국 제10대 국회의원 선거
|  | 46.12% |

|  | 26.34% |

|  | 17.23% |

|  | 5.60% |

|  | 4.70% |

### 대한민국 제11대 국회의원 선거
|  | 48.40% |

|  | 27.76% |

|  | 23.82% |

### 대한민국 제12대 국회의원 선거
|  | 40.79% |

|  | 18.68% |

|  | 13.95% |

|  | 12.81% |

|  | 4.69% |

|  | 4.33% |

|  | 1.82% |

|  | 1.63% |

|  | 1.26% |